# Terry Winograd
Terry Allen Winograd (* 24. Februar 1946 in Takoma Park, Maryland) ist ein US-amerikanischer Informatiker, bekannt für Forschungen zur Künstlichen Intelligenz. Er war Professor für Informatik an der Stanford University.

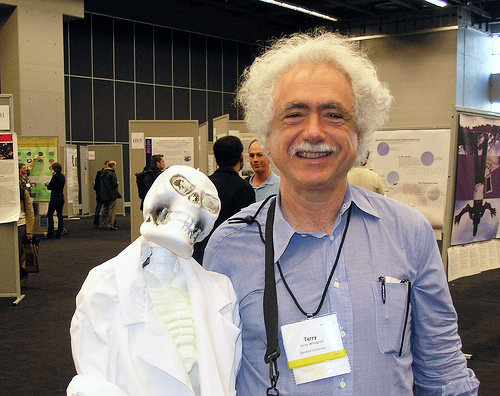
Winograd 2006

## Leben
Winograd studierte bis 1966 am Colorado College im Bachelor Mathematik. Nach einem Jahr als Fulbright-Stipendiat am University College London, wo er sich mit Linguistik beschäftigte, promovierte er von 1968 bis 1970 am Massachusetts Institute of Technology. Dort entwickelte er im AI-Lab bei Seymour Papert und Marvin Minsky das Programm SHRDLU. Eines der ersten Sprachprogramme mit einem Sprachverständnis in natürlicher Sprache und der Simulation planvoller Tätigkeiten. 1970 bis 1973 unterrichtete er Mathematik und Elektrotechnik am MIT.
1973 forschte Winograd an der Stanford-Universität zum Verständnis Künstlicher Intelligenz von natürlichen Sprachen. Nebenher arbeitete er 1972 bis 1983 in den Laboratorien des nahen Xerox PARC. 1989 wurde er zum Professor für Informatik an der Stanford-Universität ernannt. Einer seiner bekanntesten Studenten ist der Google-Mitgründer Larry Page. Er verließ 1998 die Universität, um Google zu gründen. 2002 unterbrach Winograd seine Lehrtätigkeit für Aufenthalte bei Google, für das er seit 2001 Berater ist. Außerdem war er beratend für Interval Research, Action Technologies in Alameda und xRefer tätig.
2005 war Winograd an der Gründung des Hasso Plattner Institute of Design (d.school) in Stanford beteiligt und hat dort zur Innovationsmethode Design Thinking gelehrt.
In den 1980er Jahren wandte er sich unter dem Einfluss der Kritik von Hubert Dreyfus und der Begegnung mit dem chilenischen Philosophen Fernando Flores, mit dem er ein KI-kritisches Buch schrieb, zunehmend von klassischer KI-Forschung ab. Stattdessen wandte er sich der Kommunikation von Mensch-Computer zu und dem Software-Engineering (zum Beispiel Design Thinking).
Er ist Mitglied der Association for Computing Machinery (ACM) und der Computer Professionals for Social Responsibility, deren Rat er als Gründungsmitglied ab 1984 angehörte und deren Präsident er 1987 bis 1990 war. Sie kritisierten in den frühen 1980er Jahren die Verwicklung von Informatikern in Forschungen für militärische Zwecke.
Er ist mit der inzwischen emeritierten Medizinprofessorin in Stanford Carol Hunter Winograd verheiratet und hat zwei Töchter.
Hector Levesque benannte eine von ihm vorgeschlagene Alternative zum Turing-Test Winograd Schema Challenge nach Winograd.

## Monographien
- Understanding Natural Language, Academic Press, New York 1972.
- Language as a Cognitive Process: Volume I: Syntax, Addison-Wesley, Reading 1983.
- mit Fernando Flores: Understanding Computers and Cognition: A New Foundation of Design, Ablex Publishing Corporation, Norwood 1986.
- mit Fernando Flores: Erkenntnis Maschinen Verstehen. Zur Neugestaltung von Computersystemen (= Deutsche Übersetzung), Rotbuch Verlag, Berlin 1989.
- mit Batya Friedman (Hrsg.): Computing and Social Responsibility: a Collection of Course Syllabi, Computer Professionals for Social Responsibility, Palo Alto 1989.
- mit Paul S. Adler (Hrsg.): Usability: Turning Technologies into Tools, Oxford University Press, New York 1992, ISBN 0-19-507510-2.
- mit John Bennett, Laura De Young, Bradley Hartfield (Hrsg.): Bringing Design to Software, Addison-Wesley, Reading 1996, ISBN 0-201-85491-0.

## Verweise
1. ↑  Terry Winograd CV. Abgerufen am 9. Februar 2023.
2. ↑  in dem zu gleicher Zeit auch die bekannten AI-Wissenschaftler Eugene Charniak, David Waltz, Gerald Jay Sussman, Patrick Winston als Doktoranden waren
3. ↑  Golem.de: IT-News für Profis. Abgerufen am 9. Februar 2023.
4. ↑  Mana Taheri et al.: An educational perspective on design thinking
learning outcomes. (hpi.de [PDF]).

| Personendaten    | Personendaten                              |
| ---------------- | ------------------------------------------ |
| NAME             | Winograd, Terry                            |
| ALTERNATIVNAMEN  | Winograd, Terry Allen (vollständiger Name) |
| KURZBESCHREIBUNG | US-amerikanischer Informatiker             |
| GEBURTSDATUM     | 24. Februar 1946                           |
| GEBURTSORT       | Takoma Park, Maryland                      |